# Josh Neufeld
Josh Neufeld, né le 9 août 1967 à New York, est un auteur de bande dessinée américain alternatif connu pour ses ouvrages non fictionnels sur des sujets tels que l'ouragan Katrina, le voyage international ou encore l'économie, tout comme pour ses collaborations avec des écrivains tels qu'Harvey Pekar et Brooke Gladstone. Il a écrit A.D. : La Nouvelle Orléans après le Déluge et illustré La machine à influencer : Brooke Gladstone s'exprime sur les médias.

## Biographie
Né à New York, il passe la majorité de sa jeunesse en Californie (San Diego et San Francisco) et retourne à New York durant son adolescence. Il est diplômé de la High School of Music & Art en 1985 et d'Oberlin College en histoire de l'art en 1989. Peu après avoir obtenu ses diplômes, il passe plus d'un an à voyager avec sa petite amie de l'époque (devenue son épouse) à travers l'Asie du Sud-Est et l'Europe centrale. Il vit pendant un moment en République Tchèque.
Dans son enfance, les influences de Neufeld sont le bédéiste belge Hergé avec Les Aventures de Tintin, les Français Goscinny et Uderzo avec Astérix, ainsi que les action comics de Curt Swan et Murphy Anderson et enfin Superman. Plus tard, alors qu'il s'intéressait de plus en plus aux bandes dessinées alternatives, Neufeld est inspiré par l'écriture et le travail de Scott McCloud, Chris Ware et Dan Clowes ainsi que par les histoires réelles de Joe Sacco, Harvey Pekar et David Greenberger.
En 2010, Neufeld est invité à intervenir en tant que représentant de l'United States Department of State's Speaker and Specialist program, qui envoie des Américains dans des pays étrangers en tant qu'ambassadeurs culturels. En mars 2010, Neufeld passe deux semaines en Birmanie en tant qu'ambassadeur ; en octobre, il visite l'Égypte, l'Algérie, le Bahreïn et Israël.
Neufeld reçoit en 2012–2013 le Knight-Wallace Fellow[C'est-à-dire ?] en journalisme à l'University of Michigan ; il est le premier « bédéiste journaliste » à recevoir ce prix.
En octobre 2014, Neufeld est maître d'art à l'Atlantic Center for the Arts, où il mène une résidence de trois semaines pour les bédéistes en pleine carrière.
Neufeld réside actuellement[Quand ?] avec sa femme, l'écrivaine Sari Wilson (en), et leur fille, à Brooklyn.

## Œuvres

### Titres récompensés
Neufeld se voit accorder en 2004 une subvention par la Fondation Xeric pour son roman graphique, A Few Perfect Hours (and Other Stories From Southeast Asia & Central Europe), une narration de ses voyages. Il est le créateur de la série de comics The Vagabonds (publiée par Alternative Comics), co-créateur (avec son ami depuis le lycée Dean Haspiel) de Keyhole (Millennium/Modern et Top Shelf Productions) et de (avec R. Walker) Titans of Finance: True Tales of Money and Business (Alternative Comics). Toutes ces œuvres ne sont disponibles qu'en anglais.

### A.D.: La nouvelle Orléans après le Déluge
En 2005, peu après que l'ouragan Katrina eut frappé la côte du Golfe du Mexique, Neufeld passe trois semaines en tant que volontaire à la Croix-Rouge américaine à Biloxi. Le blog qu'il utilise pour y décrire son expérience devient un livre, Katrina Came Calling (2006). Plus tard, Neufeld écrit l'introduction de Signs of Life: Surviving Katrina, une collection de photos des affiches et panneaux faits à la main qui sont apparus à la suite de la catastrophe. Les bénéfices issus de la vente du livre ont été donnés à deux organisations qui travaillent encore dans la région : Common Ground Relief et Hands On Network.
En 2007–2008, Neufeld écrit et dessine A.D.: La Nouvelle Orléans après le déluge, un roman graphique en ligne publié dans SMITH Magazine. A.D. raconte l'histoire de sept personnes ayant survécu à Katrina et leur expérience pendant et après le déluge. A.D. est largement couvert par la presse, par exemple dans le Los Angeles Times le New Orleans Times-Picayune, le Atlanta Journal-Constitution, Rolling Stone, Wired.com, BoingBoing, The Toronto Star et National Public Radio's News & Notes. À travers son travail, Neufeld entend mener une réflexion de fond sur le traitement des informations par les médias.
En mai 2008, il est annoncé qu'une édition en couleur et reliée d'A.D. serait publiée par Pantheon Graphic Novels. Cette version s'étoffe d'histoires et d'images et s'accompagne qu'une révision intensive du webcomic. Publié le 18 août 2009, peu après le quatrième anniversaire de l'ouragan Katrina,A.D.devient un New York Times' bestseller.

### Autres publications
Ses bandes dessinées ont aussi été publiées dans The Atavist, Cartoon Movement, World War 3 Illustrated, FSB, NEA Arts, Mode magazine, ReadyMade, The Village Voice, The Chicago Reader, In These Times et beaucoup d'autres périodiques. Des illustrations de Neufeld ont également paru dans The New York Times, The Wall Street Journal, Forbes, Nickelodeon Magazine, Austin American-Statesman, The Washington City Paper, New York Press, ShuttleSheet.
Neufeld est l'un des membres fondateurs du collectif de bédéistes en ligne ACT-I-VATE. En 2014, il rejoint le collectif Hang Dai Editions (dont l'un des membres fondateurs est son ami de longue date Dean Haspiel).
Neufeld co-écrit l'élément motion comics dans le documentaire d'ABC News Earth 2100, qui est diffusé pour la première fois sur ABC le 2 juin 2009. Neufeld travaille sur la section du documentaire consacrée au personnage de fiction « Lucy », qui est témoin des effets apocalyptiques du changement climatique durant le XXIe siècle.
Ses bandes dessinées ont été introduites en France par le Festival international de la bande dessinée d'Angoulême en 2012 et 2015.

## Collaborations
Neufeld a été longtemps artiste pour American Splendor de Harvey Pekar et il a collaboré avec de nombreux écrivains en dehors du monde de la bande dessinée, comme des poètes et des troupes de théâtre. D'autres bédéistes pour lesquels Neufeld a illustré incluent l'épouse de Pekar, Joyce Brabner (dans American Splendor) et Greenberger[Qui ?] dans Duplex Planet Illustrated (publié par Fantagraphics),, R. Walker[Qui ?] (dans Titans of Finance) et Peter Ross (dans un mini-comic nommé Mortgage Your Soul),.
Les collaborations de Neufeld avec des écrivains en dehors du monde de la BD tendent à être expérimentales. Il a illustré un grand nombre des poèmes de Nick Flynn et ses œuvres ont paru dans de nombreux journaux et sites littéraires,,. Neufeld est un artiste associé au collectif théâtral The Civilians (basé à New-York) et adapté certaines de leurs pièces en bandes dessinées. Il a aussi collaboré avec l'écrivaine Eileen Myles et avec sa propre mère, l'artiste Martha Rosler,. Une partie spéciale (sous titrée Of Two Minds) du roman graphique de Neufeld The Vagabonds est dédié à ses nombreuses collaborations.
Plus récemment, Neufeld a collaboré avec la journaliste Brooke Gladstone (en), co-animatrice de l'émission radio de WNYC On the Media. Leur livre, publié par W.W. Norton, est nommé La machine à influencer ; il a été publié en mai 2011. Gladstone décrit le livre comme « un traité sur la relation entre nous et les médias [...] un manifeste sur le rôle de la presse dans l'histoire américaine décrite par une version cartoon de moi qui préside chaque page ».